# Ágios Athanásios (Thessalonique)
Pour les articles homonymes, voir Agios Athanasios.
Ágios Athanásios, en grec moderne : Άγιος Αθανάσιος, est un village et un ancien dème du district régional de Thessalonique, en Macédoine-Centrale, Grèce. Depuis 2010, il est fusionné au sein du dème de Chalkidóna.
Selon le recensement de 2011, la population du dème compte 14 753 habitants tandis que celle de la localité s'élève à 4 967 habitants.